# Justin Turner
Justin Matthew Turner (Long Beach, 23 de novembro de 1984) é um beisebolista profissional estadunidense que atua como defensor interno e rebatedor designado que é agente livre. Atua na Major League Baseball (MLB) com passagens pelo Baltimore Orioles, New York Mets, Los Angeles Dodgers, Boston Red Sox, Toronto Blue Jays e Seattle Mariners.
Apelidado de “Red” por causa de sua barba, Turner jogou beisebol na faculdade pelo Cal State Fullerton Titans [en]. Foi selecionado na sétima rodada do draft de 2006 da MLB [en] pelo Cincinnati Reds e fez sua estreia na liga principal em 2009 com o Baltimore. Com os Dodgers, Turner foi um All-Star em 2017 e ganhou o prêmio de Jogador Mais Valioso [en] da Série do Campeonato da Liga Nacional de 2017 [en]. Foi campeão da Temporada da MLB de 2020 [en] com os Dodgers.

## Biografia

### Primeiros anos e formação acadêmica
Justin Turner nasceu em Long Beach, na Califórnia, filho de John e Betsy Turner. Ele tem uma irmã mais nova.
Turner estudou na Escola de Ensino Médio Mayfair [en] em Lakewood, na Califórnia, recebendo três vezes o prêmio All-Suburban da primeira equipe como shortstop e segunda base. Teve um aproveitamento de rebatidas de 0,514 no jogo da liga como sênior, recebendo honras de jogador mais valioso no caminho para o título da liga.
Estudou na Universidade Estadual da Califórnia em Fullerton [en], onde formou-se em cinesiologia e jogou beisebol universitário pelos Titans [en]. Recebeu honras de calouro All-American da Baseball America em 2003, depois de assumir rapidamente o posto de segunda base titular. Ele foi nomeado para a equipe de todos os torneios da Série Mundial Universitária de 2003 [en]. Durante a CWS, Turner foi atingido no rosto por uma bola rápida depois de fazer 3 em 3, incluindo um home run. No ano seguinte, a Cal State Fullerton venceu uma final de dois jogos contra o Texas na Série Mundial Universitária de 2004 [en].
No ano de 2005, jogou o campeonato de beisebol universitário de verão [en] na Liga de beisebol de Cape Cod [en] pelo Yarmouth-Dennis Red Sox [en]. Turner foi selecionado na 29ª rodada do draft de 2005 da MLB [en] pelo New York Yankees, embora não tenha assinado contrato.
Turner foi selecionado na sétima rodada (204ª geral) do draft de 2006 da MLB [en] pelo Cincinnati Reds, recebendo um bônus de 50 000 dólares ao assinar com o time.

## Carreira profissional

### Cincinnati Reds
Turner foi designado para o time afiliado dos Reds na Liga dos Pioneiros [en], o Billings Mustangs [en], onde jogou em todas as quatro posições do campo interno e também no campo externo. Ele terminou a temporada com uma média de rebatidas de .338, liderando a equipe, e um OPS de .921. Foi promovido para o Chattanooga Lookouts [en], na Double-A, dentro de dois anos, terminando a temporada de 2008, aos 23 anos, com uma média de rebatidas de .289 e um OPS de .792 nesse nível.

### Baltimore Orioles
No di 9 de dezembro de 2008, durante as Reuniões de Inverno [en], Turner foi negociado, juntamente com o jogador Ryan Freel [en] e o jogador de campo interno Brandon Waring com o Baltimore Orioles, em troca do receptor Ramón Hernández [en]. Foi convidado para o treinamento de primavera como um convidado não registrado; após sua conclusão, foi designado para a Triple-A Norfolk para a temporada internacional de 2009 [en]. Jogando principalmente na segunda e terceira bases, ele terminou o ano com uma média de .300 e um OPS de .749.
Os Orioles adquiriram o contrato de Turner em 8 de setembro de 2009. Fez sua estreia na liga principal naquele dia no Fenway Park, substituindo Melvin Mora [en] e terminando o jogo na terceira base. Turner conseguiu sua primeira rebatida na liga principal no Yankee Stadium, uma simples para o centro do campo com Mike Dunn [en]. Ele terminou a temporada em 3-18, tendo participado de 12 jogos, três deles como titular (todos na terceira base).
Turner foi convidado para o treinamento de primavera como membro do elenco de 40 jogadores, mas foi rebaixado para Norfolk no final do acampamento. Entretanto, em 12 de abril de 2010, os Orioles colocaram o segunda base titular Brian Roberts [en] na lista de lesionados de 15 dias e chamaram Turner de Norfolk. Em 21 de maio de 2010, Turner foi designado para ser designado pelo Baltimore Orioles. Em 17 jogos com o Orioles, ele teve um aproveitamento de 111,0% (três rebatidas em 27 at-bats).

### New York Mets

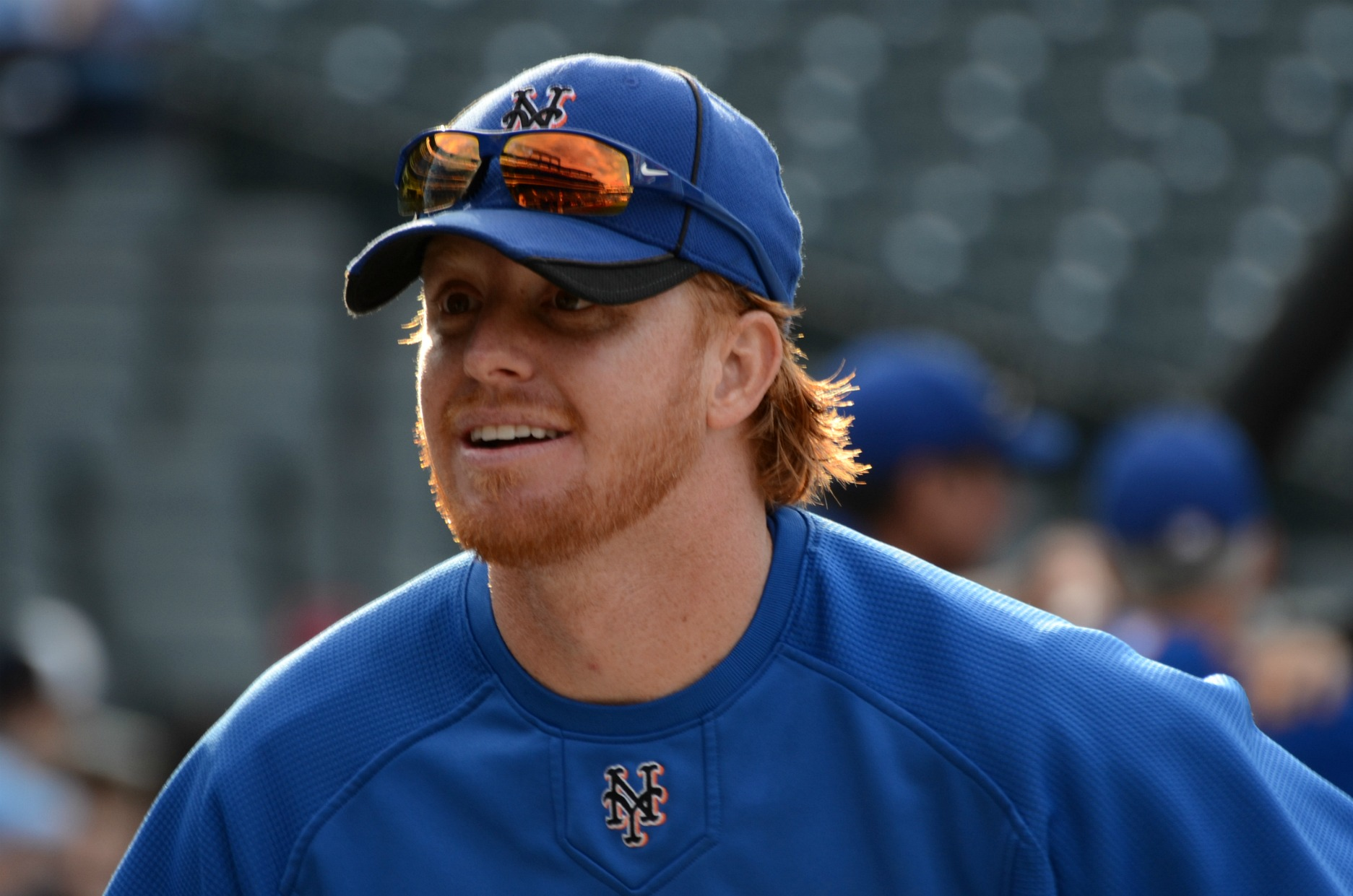
Turner com o New York Mets em 2011

Em 25 de maio de 2010, Turner foi retirado da lista de dispensas dos Orioles pelo New York Mets e transferido para o Triple-A Buffalo [en]. No dia 16 de junho, Turner foi convocado para o Mets, com Nick Evans [en] sendo enviado para o Buffalo. Teve uma rebatida em oito oportunidades com o Mets (0,125).
Depois de designar Brad Emaus [en] para uma missão em 19 de abril de 2011, os Mets chamaram Turner de volta. Fez seu primeiro home run na liga principal contra o Houston Astros em 15 de maio de 2011, contra Aneury Rodríguez [en]. Um home run de três corridas, que culminou em um dia de cinco RBIs para Turner.
Em 21 de maio, em um jogo da Subway Series [en] no Yankee Stadium, Turner conseguiu um RBI em seu sétimo jogo consecutivo, estabelecendo um recorde de novato do Mets para o maior número de jogos consecutivos com um RBI. Com esse recorde e outras estatísticas impressionantes, Turner foi nomeado o Novato do Mês da NL [en] em maio de 2011. Ele foi o primeiro jogador do time a ganhar o prêmio desde sua criação em 2001.
No ano de 2012, os Mets o converteram em um jogador de campo utilitário versátil [en], mas em 6 de maio de 2012, quando o shortstop Rubén Tejada [en] entrou na lista de lesionados, Turner começou a fazer o platooning no shortstop com Jordany Valdespin [en] até o retorno de Tejada.
Após a temporada de 2013, Turner não foi contratado pelos Mets, o que o tornou um jogador livre no mercado. Em 301 jogos com os Mets em quatro temporadas, ele teve um aproveitamento de 265,0/ 326,0/370.

### Los Angeles Dodgers
Depois de ser dispensado dos Mets, o técnico do Los Angeles Dodgers, Tim Wallach [en], viu Turner rebatendo em um jogo de ex-alunos da Cal State Fullerton. Turner assinou um contrato de liga secundária com os Dodgers em 5 de fevereiro de 2014, com um convite para o treinamento de primavera. Seu contrato foi comprado pelos Dodgers em 16 de março e ele foi adicionado ao elenco da Liga Principal.

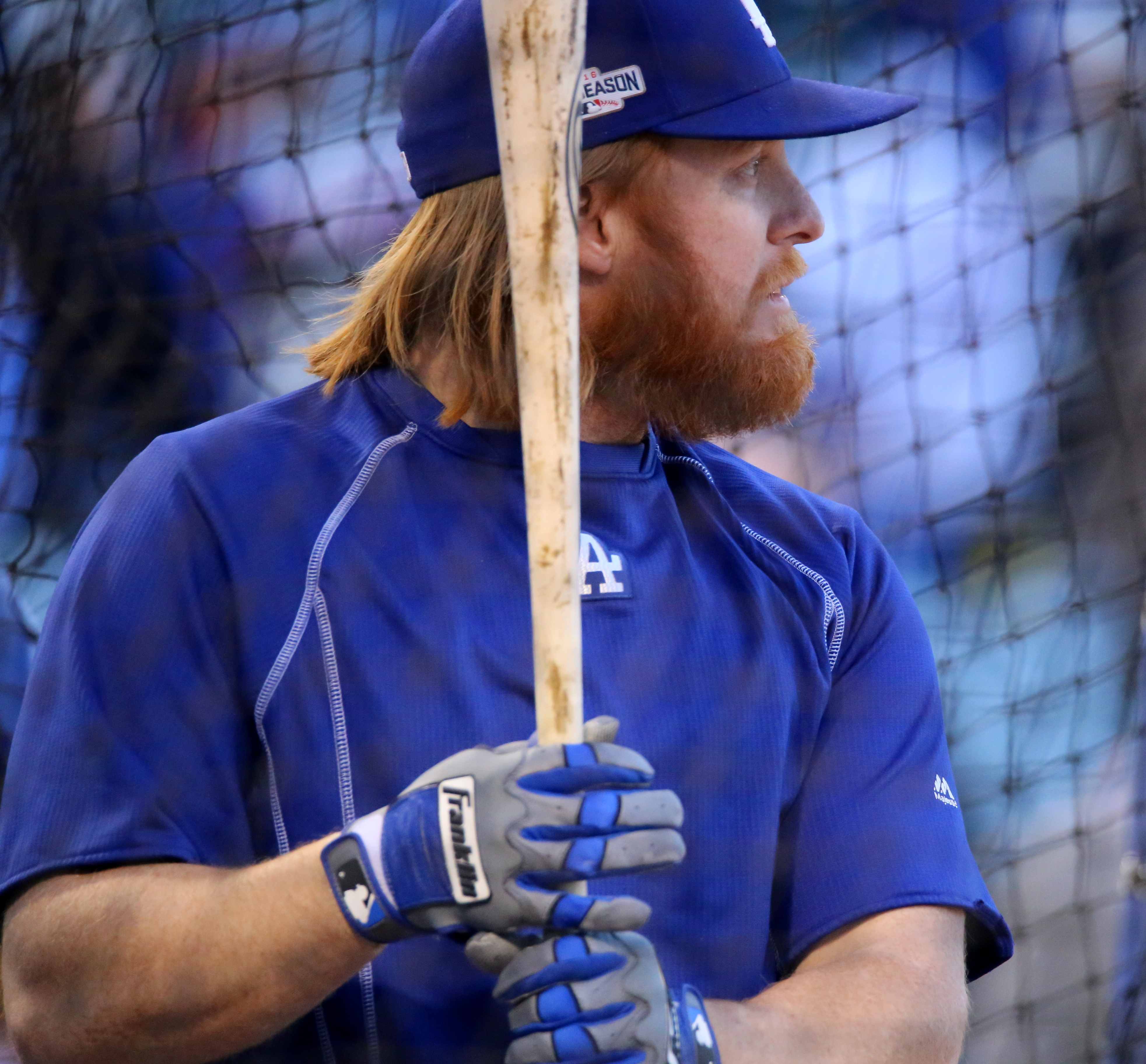
Turner com o Los Angeles Dodgers de 2016

Em 2014, Turner jogou 109 partidas devido à sua versatilidade e às lesões de Hanley Ramírez e Juan Uribe. Turner liderou a equipe com uma média de rebatidas de 0,340, atingindo sete home runs e 43 RBI em 288 rebatidas.

#### 2015
Em 16 de janeiro de 2015, Turner assinou um contrato de um ano e 2 milhões e meio de dólares com os Dodgers, evitando o fair play financeiro. Tornou-se o titular da terceira base durante a maior parte da temporada de 2015 e obteve um aproveitamento de 29,4%, com 16 home runs e 60 RBI, o melhor da carreira.
Na Série da Divisão da Liga Nacional de 2015 [en] contra sua antiga equipe, os Mets, Turner liderou os Dodgers com 10 rebatidas em 19 ABs para uma média de 0,526, com um recorde da LDS de seis dessas rebatidas sendo duplas. Os Dodgers, no entanto, perderam a série. Ele assinou um novo contrato de um ano, no valor de 5, 1 milhões, com os Dodgers para evitar a arbitragem salarial em janeiro de 2016.

#### 2016

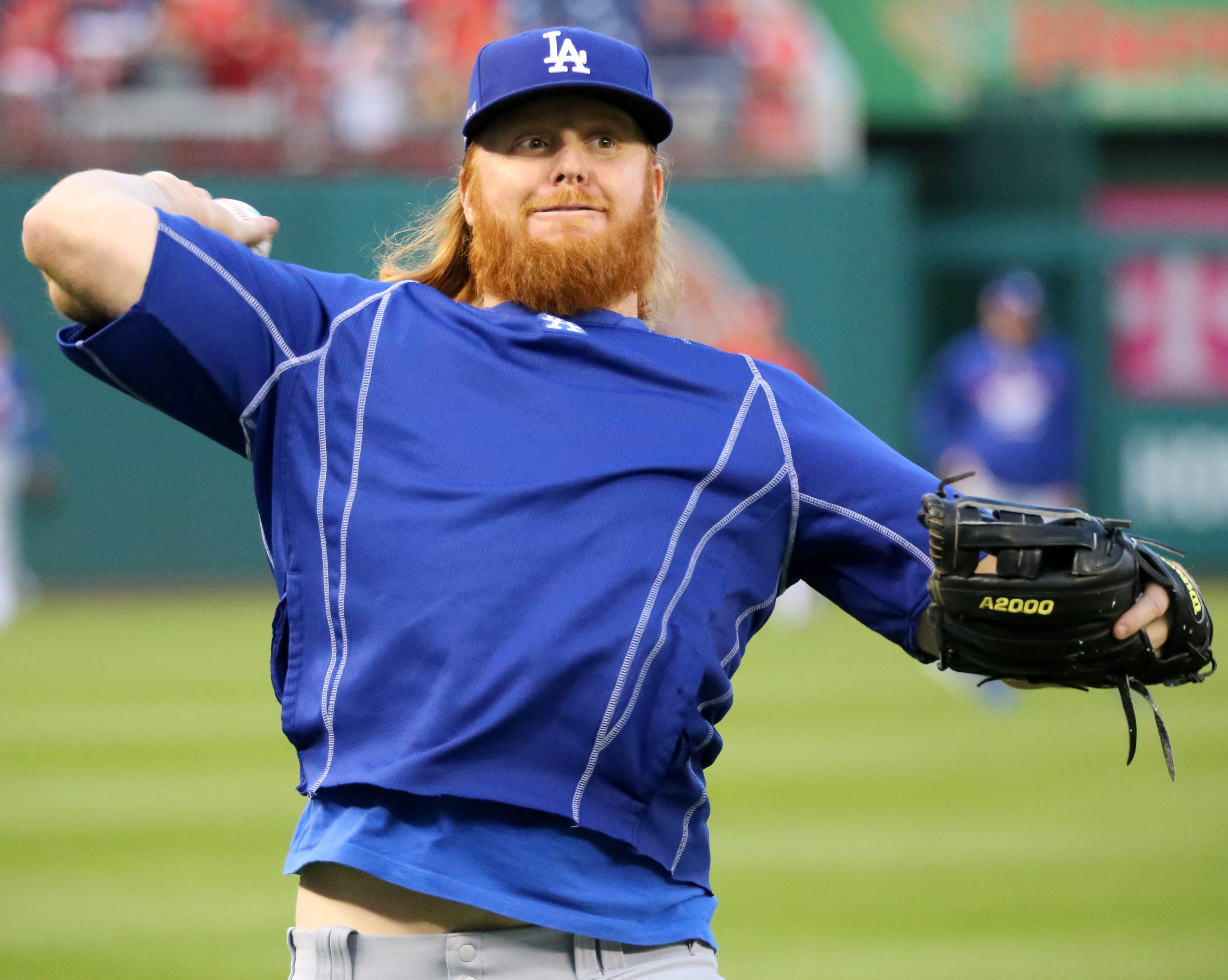
Turner antes do Jogo 5 da Série da Divisão da Liga Nacional de 2016

Em 2016, Turner participou de 151 jogos, um recorde na carreira, e também teve recordes na carreira em home runs (27) e RBI (90), com um aproveitamento de 275 rebatidas. Ele teve seis rebatidas (incluindo um home run) em 15 rebatidas na Série da Divisão da Liga Nacional de 2016 [en], mas teve dificuldades na Série do Série do Campeonato da Liga Nacional de 2016 [en], com aproveitamento de apenas 0,200.

#### 2017: MVP da NLCS e primeira participação no All-Star

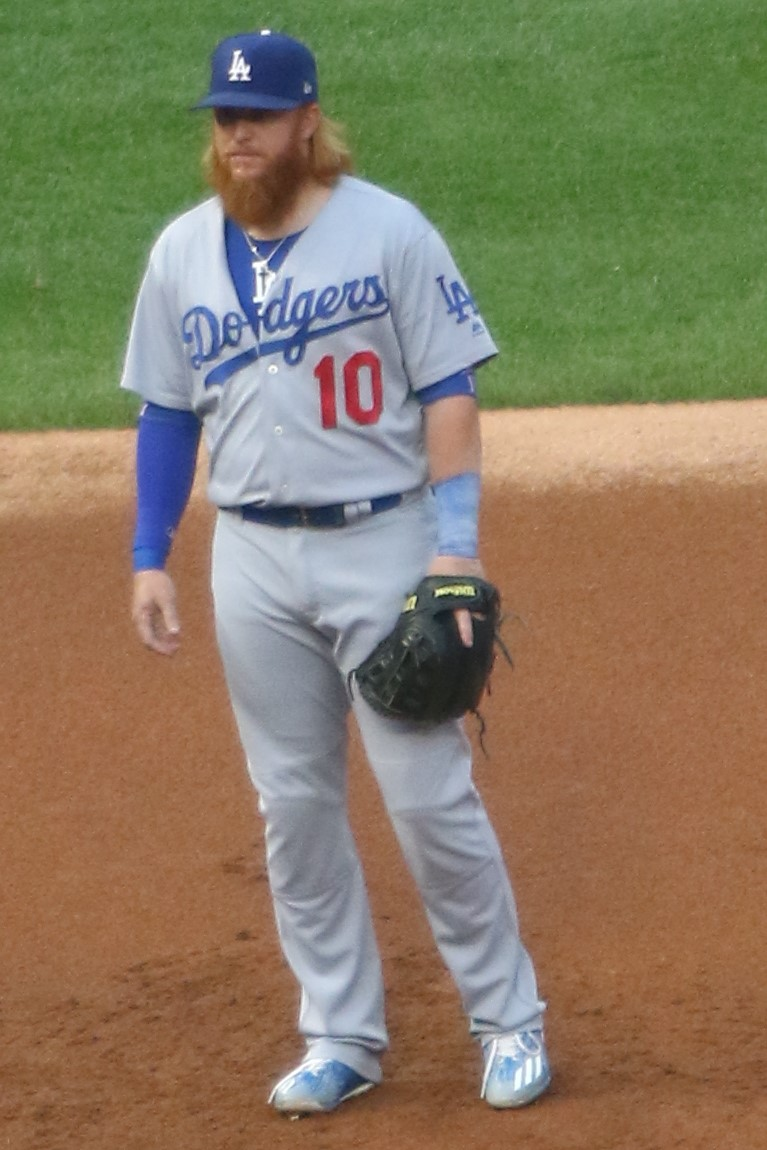
Turner com o Los Angeles Dodgers de 2017

Em 23 de dezembro de 2016, os Dodgers assinaram com Justin Turner um contrato de quatro anos no valor de 64 milhões de dólares. Turner iniciou a temporada de 2017 com uma média de rebatidas de .379, antes de ser colocado na lista de lesionados devido a uma distensão no tendão da coxa direita, o que o afastou dos jogos de 18 de maio a 9 de junho. No dia 6 de julho, Turner venceu o All-Star Final Vote, garantindo um lugar no Jogo All-Star da Liga Principal de Beisebol de 2017 [en] com 20 8 milhões de votos, um recorde da votação final. Terminou a temporada com uma média de rebatidas de .322, um percentual de chegada em base (OBP) de .415, 21 home runs e 71 RBIs, ficando em terceiro lugar na Liga Nacional em média de rebatidas e em segundo em OBP.
Na NLDS de 2017 [en], Turner conseguiu seis rebatidas em 13 oportunidades (.462 de média), incluindo um home run decisivo na nona entrada do Jogo 2 contra o Chicago Cubs. Turner e Chris Taylor [en] foram escolhidos como co-MVPs da Série do Campeonato da Liga Nacional de 2017 [en], com Turner rebatendo .333, dois home runs e sete RBIs. No entanto, na temporada da MLB de 2017 [en], Turner teve apenas quatro rebatidas em 25 oportunidades, com uma média de .160, enquanto os Dodgers foram derrotados pelos Houston Astros em sete jogos. Durante primeiro jogo da temporada, Turner quebrou o recorde da franquia de Dusty Baker [en] para mais RBIs em uma única pós-temporada ao impulsionar sua 14ª corrida.

#### 2018
Turner foi atingido por um arremesso em seu pulso esquerdo durante um jogo de treinamento de primavera em 19 de março de 2018. O atleta sofreu uma fratura não deslocada, que não exigiu cirurgia, mas o colocou na lista de lesionados para começar a temporada. Turner voltou a reintegrar os Dodgers apenas em 15 de maio. Turner também perdeu um tempo após o intervalo do All-Star, mas recuperou-se em agosto e setembro. Foi eleito o Jogador do Mês da Liga Nacional em agosto, depois de atingir um aproveitamento de 40,2% (39 para 97) com 22 corridas, 11 duplas, uma tripla, seis home runs, 20 RBIs e uma base roubada nos 25 jogos de agosto.
Em 4 de setembro de 2018, Turner foi nomeado o indicado do Los Angeles Dodgers para o Prêmio Roberto Clemente [en] de 2018, um prêmio anual concedido ao jogador que “melhor exemplifica o jogo de basebol, o espírito esportivo [en] e o envolvimento da comunidade”. Em 202 rebatidas após o intervalo do All-Star, Turner teve um aproveitamento de 35,6%, com um OPS de 1,066, 24 duplas e nove home runs. Turner terminaria a temporada com uma média de rebatidas de 0,312, 14 home runs e 52 RBIs.
A boa fase de Turner continuou na 2018 da NLDS [en], quando Turner alcançou a base em nove das 18 aparições em campo. Teve um aproveitamento de 33,3% (8 para 24) na temporada da MLB de 2018 [en], que sua equipe perdeu para o Boston Red Sox.

#### 2019
Turner atingiu o recorde de sua carreira com três home runs e seis corridas contra o Atlanta Braves em 8 de maio, em uma vitória por 9 a 0. Em 14 de junho, ele atingiu o 100º home run de sua carreira, contra Kyle Hendricks [en], em uma vitória por 5 a 3 contra o Chicago Cubs.
Na temporada, Turner teve um aproveitamento de rebatidas de .290/.372/.509, com 27 home runs e 67 RBIs. Na defesa, em 2019, ele teve -3 Defensive Runs Saved (DRS), o 13º menor entre os 17 homens da terceira base qualificados.

#### 2020: Campeonato da World Series
A temporada de 2020 foi adiada pela pandemia da COVID-19, encurtando a temporada para apenas 60 jogos. No dia da abertura, Turner foi atingido por um arremesso pela 73ª vez como Dodger, igualando o recorde da franquia estabelecido por Zack Wheat. Ele quebrou esse recorde em 5 de agosto em San Diego. Turner foi prejudicado durante a temporada por uma distensão no tendão que o fez perder duas semanas da temporada reduzida.
Turner jogou 42 partidas pelos Dodgers, com um aproveitamento de 30,7%, 400,0% e 460,0%, com quatro homers e 23 RBIs. Foi votado por seus colegas de equipe como o vencedor do  Prêmio Roy Campanella, o primeiro vencedor por três vezes na história da franquia. Turner ficou sem rebatidas em oito oportunidades na série de playoffs [en] da primeira rodada.
No terceiro jogo da Série da Divisão da Liga Nacional de 2020 [en], Turner ultrapassou Steve Garvey [en] e tornou-se o jogador com mais rebatidas em playoffs na história da franquia Dodgers com sua 64ª rebatida.
Na World Series de 2020, contra o Tampa Bay Rays, Turner teve oito rebatidas (incluindo dois home runs) em 25 rebatidas, quando os Dodgers venceram o campeonato. Durante a oitava entrada do Jogo 6, ele foi retirado do jogo por ter testado positivo para COVID-19, antes de retornar ao campo para tirar a foto oficial de comemoração com seus colegas de equipe e funcionários, violando os protocolos da MLB, o que levou a críticas de muitos na mídia. Turner pediu desculpas por suas ações alguns dias depois.

### 2021: Segunda participação no All-Star
Em 19 de fevereiro de 2021, Turner assinou novamente com os Dodgers em um contrato de dois anos e 34 milhões de dólares, com uma opção de 14 milhões para um terceiro ano no clube.
No dia 29 de agosto de 2021, Turner fez sua estreia como arremessador na nona entrada da derrota de 5 a 0 dos Dodgers para o Colorado Rockies. Realizou 10 arremessos (o mais rápido foi de 76 mph) para todas as três eliminações, não cedeu nenhuma corrida e saiu do jogo aplaudido de pé. Em 2021, Turner participou de 151 jogos com uma média de rebatidas de 27,8%, 27 home runs e 87 RBI. Turner teve dificuldades na pós-temporada, com apenas quatro rebatidas em 38 oportunidades (um home run) no Wild Card [en], NLDS [en] e NLCS [en]. Distendeu o tendão da coxa enquanto corria para a primeira base no Jogo 4 da NLCS e foi impedido de participar de qualquer jogo futuro das finais em 2021.

### 2022
Em 2022, Turner dividiu seu tempo entre a terceira base e o rebatedor designado, participando de 128 jogos e batendo 0,278 com 13 homers e 81 RBIs, participando de 66 jogos como terceira base e 62 jogos como rebatedor designado. Ele tinha a velocidade de corrida mais lenta de todos os jogadores da terceira base da liga principal, com 25 pés por segundo. No dia 10 de novembro, os Dodgers recusaram sua opção de 16 milhões de dólares para a temporada de 2023, tornando-o um jogador livre no mercado.

### Boston Red Sox
Em 6 de janeiro de 2023, Turner assinou um contrato com o Boston Red Sox para a temporada de 2023, juntamente com uma opção de jogador para 2024. Nos 146 jogos em que atuou no clube, obteve um aproveitamento de 27,6%, com 23 home runs e 96 corridas impulsionadas, aparecendo em 98 jogos como DH, 41 na primeira base, 10 na segunda base, 7 na terceira base e 2 como rebatedor de emergência. Tinha a terceira velocidade de corrida mais lenta de qualquer DH da liga principal, com 25.2 pés por segundo, sendo um dos piores da temporada. Em 3 de novembro, Turner optou deixar o clube e retornou ao mercado.

### Toronto Blue Jays
Em 30 de janeiro de 2024, Turner assinou um contrato de um ano e meio pelo valor de 13 milhões de dólares com o Toronto Blue Jays. Em 2024, ele era o terceiro jogador mais velho da MLB.

### Seattle Mariners
Turner foi negociado com o Seattle Mariners em 29 de julho de 2024, em troca do jogador da liga secundária RJ Schreck.

## Vida pessoal
Turner se casou com sua namorada de longa data, Kourtney Pogue, em dezembro de 2017. O casamento deles, realizado em um resort à beira-mar no México, foi oficializado por Orel Hershiser, ex-arremessador dos Dodgers e atual comentarista colorido e analista dos Dodgers na SportsNet LA. Turner e sua esposa residem em Studio City, em Los Angeles. Seu filho, Bo Jordan Turner, nasceu em julho de 2024.

### Fundação Justin Turner
Turner e sua esposa fundaram a Fundação Justin Turner, uma organização sem fins lucrativos (501(c)(3)) que beneficia veteranos de guerra em situação de rua, crianças enfrentando doenças graves e diversas organizações de beisebol juvenil. A fundação organiza um torneio anual de golfe beneficente, é uma instituição de caridade oficial da Maratona de Los Angeles e colabora com o Dream Center, 17Strong e Paralyzed Veterans of America. Em reconhecimento às contribuições cívicas de Turner, o Conselho da Cidade de Los Angeles declarou 22 de janeiro de 2019 como o "Dia de Justin Turner". No ano de 2022, ele também foi agraciado com o Roberto Clemente Award [en], após receber sua quinta indicação ao prêmio por suas ações humanitárias.

## Imagem pública e interesses comerciais
Turner foi o atleta da MLB mais endossado em 2024, com 20 contratos ativos - contra 8 em 2023 -, seguido por Julio Rodríguez, companheiro de equipe do Seattle Mariners, e Corbin Carroll [en], do Arizona Diamondbacks, de acordo com o relatório da consultora Sponsor United.

Em junho de 2024, Justin Turner assinou contrato como parceiro de marca do Beard Club, declarando que “como alguém que se orgulha da minha barba, cuidar dela sempre foi um aspecto importante da minha rotina”. A icônica barba ruiva de Turner o apelidou de “Red” e inspirou seu nome de usuário na mídia social, “Redturn2”.